# Misja Unii Afrykańskiej w Sudanie

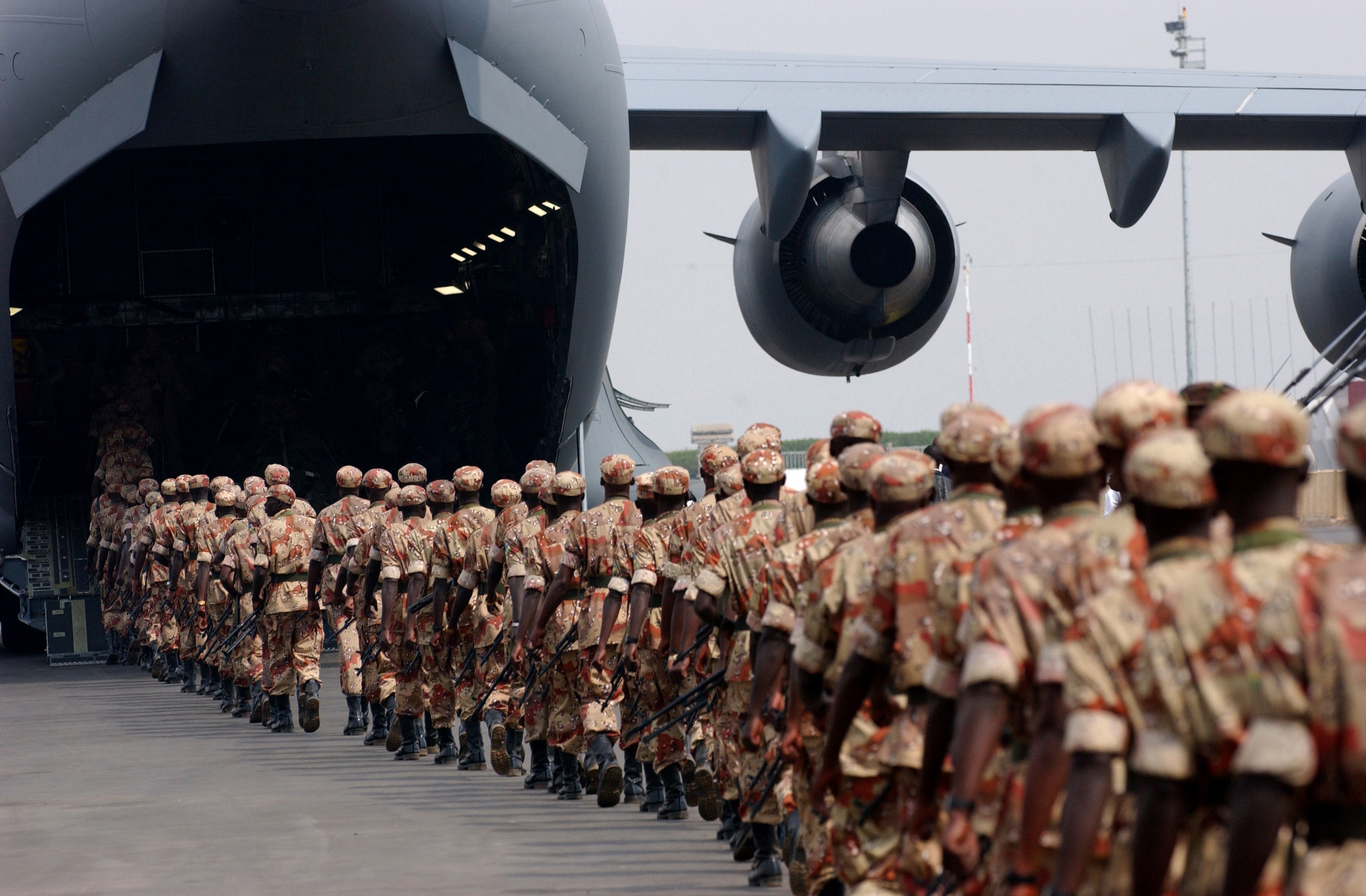
Rwandyjscy żołnierze Misji Unii Afrykańskiej w Sudanie, 2005 rok

Misja Unii Afrykańskiej w Sudanie (AMIS – African Union Mission in Sudan) – misja humanitarna obejmująca obszarem terytorium prowincji Darfur w Sudanie. W latach 2004–2007 wspierana była m.in. przez misję cywilno-wojskową Unii Europejskiej. Zakończona z dniem 31 grudnia 2007r., kiedy jej działalność przejęła UNAMID - hybrydowa operacja Organizacji Narodów Zjednoczonych i Unii Afrykańskiej (UN / African Union Mission in Darfur)